# 오희문
오희문(1539년 ~ 1613년)은 조선의 저술가로 쇄미록을 남겼다. 그의 호는 비연(斐然)으로 아들 오윤겸이 높은 벼슬에 오름으로 인해 선공감 감역이 되었고, 나중에 영의정에 증직되었다.

## 출생
그의 할아버지는 석성현감 오옥정이고, 아버지는 장성현감 오경민이며, 어머니는 남인(南寅)의 딸이다. 부인은 연안 이씨로, 이석형(李石亨)의 증손녀이다. 외가인 영동에서 태어나 자랐으며, 집은 서울 관동(館洞)에 있었다.

## 쇄미록

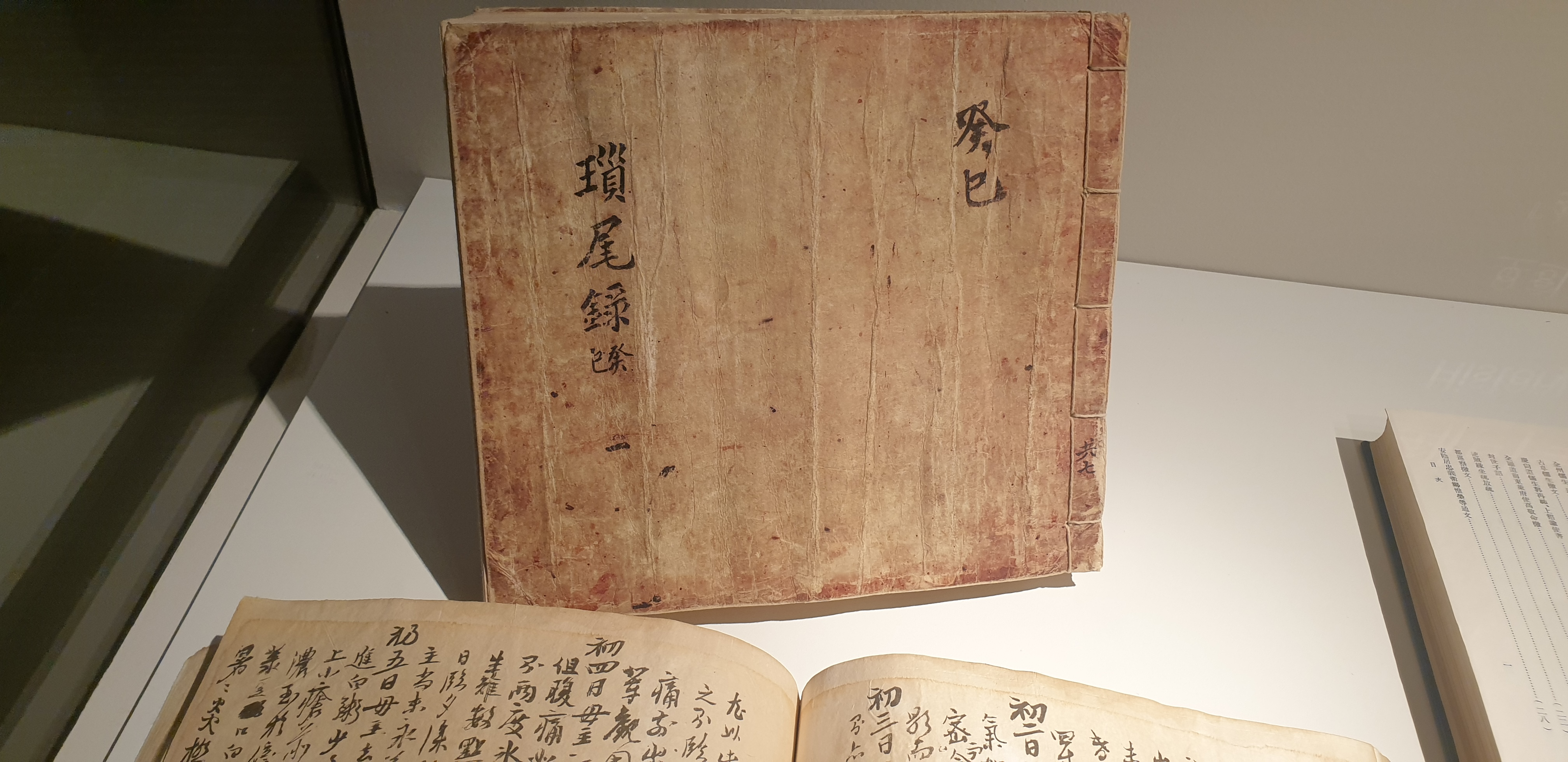
진주박물관에 전시된 쇄미록

임진왜란 중의 정황을 상세히 기록한 피란일기인 쇄미록을 남겼다.